# بارجیو
بارجیو (به ایتالیایی: Bareggio) یک کومونه در ایتالیا است که در استان میلان واقع شده‌است.

## خصوصیات
بارجیو ۱۱٫۳ کیلومترمربع مساحت و ۱۷٬۴۳۸ نفر جمعیت دارد و ۱۳۸ متر بالاتر از سطح دریا واقع شده‌است.